# 아이소프로필 베타-D-1-싸이오갈락토피라노사이드
아이소프로필 베타-D-1-싸이오갈락토피라노사이드(영어: isopropyl β-D-1-thiogalactopyranoside, IPTG)는 분자생물학 및 생화학에서 사용되는 시약이다. 이 화합물은 알로락토스와 분자적으로 유사하며, 젖당 대사물로서 젖당 오페론의 전사를 개시한다. 그리고 이러한 이유로, 유전자가 젖당 오페론의 통제하에 있을 때 유전자 발현을 유도하는데 쓰인다.
아이소프로필 베타-D-1-싸이오갈락토피라노사이드(IPTG)는 알로락토스와는 달리, β-갈락토시데이스에 의해 가수분해되지 않는다. 이런 이유로 IPTG는 실험 환경 내내 같은 농도로 유지된다. IPTG 유도를 하려면 무균의 필터 여과한 1M 농도의 IPTG가 일반적으로 1:1000 희석 농도로 대수적으로 생장 중인 세균 배양액에 더해진다. 그러나 IPTG의 최종 농도는 다르게 사용할 수 있다.

## 작용 메커니즘
알로락토스와 유사하게, 아이소프로필 베타-D-1-싸이오갈락토피라노사이드(IPTG)는 젖당 분해 억제 단백질(lac repressor)에 결합하여 젖당 작동부위(lac operator)에서 알로스테릭한 방법으로 사량체의 억제제를 분비한다. 그리하여 젖당 오페론 내의 유전자의 전사를 가능하게 하는데, 예를 들면 β-갈락토시데이스 유전자 코딩이 있다. 이는 베타 갈락토사이드를 단당류로 만드는 가수분해효소이다. 하지만 알로락토스와는 다르게 황 원자는 세포에 의해 가수분해되지 않는 화학 결합을 형성해서 세포가 대사되는 것이나 유도인자(inducer)가 분해하는 것을 막는다. IPTG 농도는 그러므로 일정하게 유지되고 젖당 프로모터(promotor)/작동자(operator) 통제하(lac p/o-controlled)의 유전자의 발현은 실험 내내 억제되지 않는다.
대장균의 IPTG흡수는 젖당 투과효소(lactose permease)의 작동과는 독립적이다. 이는 다른 수송 경로가 관여돼 있기 때문이다. 저농도에서 IPTG는 젖당 투과효소를 통해 세포 내로 들어온다. 하지만(단백질 유도시 일반적으로 사용되는) 고농도에서 IPTG는 젖당 투과효소와는 독립적으로 세포 내로 들어온다.

## 실험실에서의 사용
IPTG는100 μM에서 1.0 mM까지 농도 범위에서 단백질 발현의 효과적인 유도인자이다. 사용하는 농도는 필요한 단백질 유도 강도에 따라 다를 수 있고 세포의 유전자형이나 사용하는 플라스미드에 따라서도 다를 수 있다. 만약 젖당 분해 억제 단백질(lac repressor)을 과잉생산하는 돌연변이(lacIq)가 있다면, 고농도의 IPTG가 필요할 수 있다.
블루 화이트 스크린(blue-white screen)에서, IPTG는 X-gal과 함께 쓰인다. 블루 화이트 스크린으로 재조합 플라스미드 함께 형질전환된 콜로니를 클로닝 실험에서 확인할 수 있다.

## IPTG의 다른 이름들
- isopropyl 1-thio-b-D-galactopyranoside
- isopropyl 1-Thio-β-D-galactopyranoside
- isopropyl β-D-thiogalactopyranoside
- isopropyl-b-D-thiogalactopyranoside
- isopropyl-β-D-thiogalactopyranoside
- 1-(isopropylthio)-β-galactopyranside
- D-β-isopropylthiogalactioside
- propan-2-yl 1-thio-β-D-galactopyranoside
- β-D-galactopyranoside, 1-methylethyl 1-thio-(2S,4S,3R,5R,6R)-6-(hydroxymethyl)-2-(methylethylthio)-2H-3,4,5,6-tetrahydropyran-3,4,5-triol